# Stazione di Fujimigaoka
La stazione di Fujimigaoka (富士見ヶ丘駅?, Fujimigaoka-eki) è una stazione ferroviaria di Tokyo, situata nel quartiere di Suginami, a 9,4 km di distanza dal capolinea di Shibuya.

## Linee
Keiō Corporation
● Linea Keiō Inokashira

## Struttura
La stazione è dotata di 2 binari in superficie con due marciapiedi laterali.
| 1 | ■ Linea Inokashira | per Kugayama e Kichijōji                           |
| 2 | ■ Linea Inokashira | per Meidaimae, Eifukuchō, Shimo-Kitazawa e Shibuya |

## Stazioni adiacenti
| «                       | Servizio                | »                       |
| Linea Inokashira (IN12) | Linea Inokashira (IN12) | Linea Inokashira (IN12) |
| ----------------------- | ----------------------- | ----------------------- |
| Takaido                 | Locale                  | Kugayama                |
| L'Espresso non ferma    |                         |                         |